# Sint-Martinuskerk (Euskirchen)
De Sint-Martinuskerk (Duits: Kirche St. Martin) is een monumentaal kerkgebouw in Euskirchen, een stad in de Duitse deelstaat Noordrijn-Westfalen.

## Geschiedenis

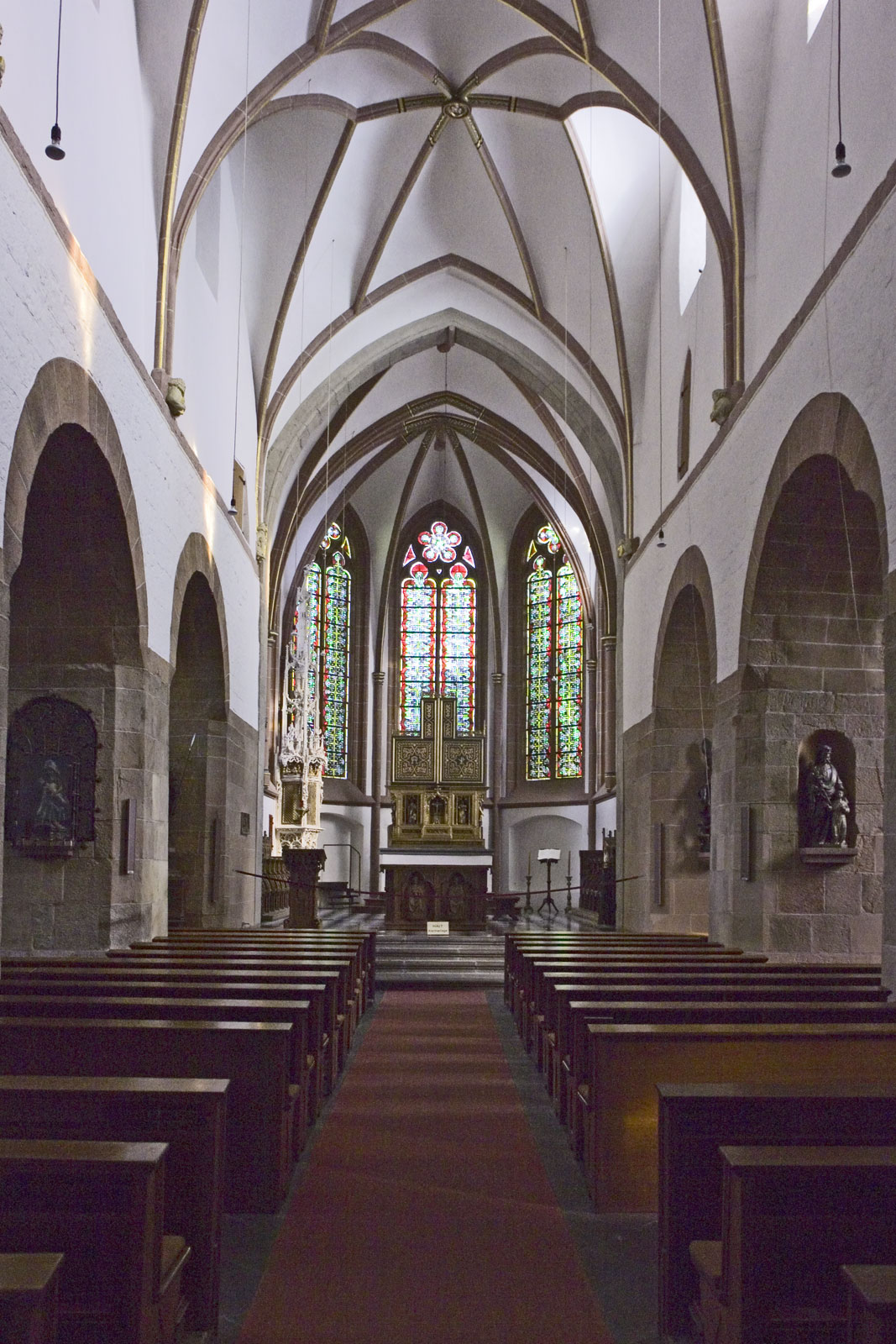
Koor

Een eerste kerkgebouw op de plaats werd rond 800 bij een Frankisch kerkhof opgericht. Of dit gebouw, een zaalkerk van ongeveer dezelfde grootte als het huidige middenschip, een houten kerk is geweest is niet te onderbouwen. De oudste bouwdelen van de huidige kerk zijn romaans; het betreffen het onderste deel van de toren en het middenschip met de voor de romaanse architectuur typerende rondboogfriezen en lisenen.
Nog voordat Euskirchen stadsrechten verkreeg in 1302 was de kerk al te klein voor het toenemende aantal parochianen. Tegen het einde van de 13e eeuw werd begonnen met een eerste vergroting van de kerk: de gotische verlenging van het koor, dat een 5/8 afsluiting kreeg, en de aanbouw van een rechthoekig travee in het noorden ter hoogte van het derde middenschiptravee. De bouw van een zuidelijk koor als tegenhanger van het noordelijk koor vond in het begin van de 14e eeuw plaats. Vervolgens werd begonnen met de bouw van een noordelijk zijschip. Het kerkgebouw nam nu de vormen van een basiliek aan. Daarnaast kreeg het middenschip een laatgotisch netgewelf. Rond 1490 werd de toren met een verdieping verhoogd. Als de voorlopig laatste grote verandering werd het zuidelijke zijschip naar het westen toe met nog eens twee traveeën verlengd. Tot 1881 bleef de kerk vrijwel onveranderd, toen de toren met een neogotisch westelijk portaal werd gebouwd. In het tympanonis Christus als wereldrechter te zien.
Sinds de beschadigingen door de bombardementen in de Tweede Wereldoorlog en een aardbeving in 1951 werd het kerkgebouw herhaaldelijk gerenoveerd, voor het laatst in 2001.

## Interieur
- Een Vlaams altaar uit 1501 dat wordt toegeschreven aan de Antwerpenaar Adrian van Overbeck. Het houtsnijwerk van het centrale deel toont Maria met het Kind Jezus en haar verwanten.
- Een met leeuwen en draken gedecoreerd doopvont uit de 12e eeuw.
- Een Westfaalse crucifix uit circa 1300, waarvan de natuurlijke boomstam de vorm van een latijns kruis heeft.
- Het sacramentshuisje dat uit de 15e eeuw dateert.
- Het koorgestoelte met zeven zetels op de zuidelijke zijde dateert uit de 2e helft van de 15e eeuw (om de symmetrie te herstellen werd op de noordelijke kant in 1903 een kopie van het koorgestoelte opgesteld).
- Een renaissance epitaaf uit de 16e eeuw voor Heinrich von Binsfeld.

De waardevolle kerkschat stamt voor een deel uit bekende Keulse en Antwerpse ateliers. De kerkschat bestaat o.a. uit een gotische miskelk uit 1300, een missaal uit de tweede helft van de 15e eeuw, een torenmonsters met de heilige Martinus uit 1500 en kafuizels uit de 15e, 16e en 17e eeuw.

## Klokken
In de toren hangt een historisch gelui van acht klokken. De oude houten klokkenstoel is nog altijd aanwezig. Ter vervanging van twee leenklokken goot de Koninklijke Eijsbouts Klokkengieterij uit Asten twee nieuwe klokken voor de kerk, waarvan de grote klok een reconstructie van een vroegere klok betreft.
| Nr. | Naam        | Gietjaar | Gieter, gietplaats                        | Doorsnee (mm) | Gewicht (kg) | Slagtoon (HT-1/16) |
| 1   | Johannes    | 2005     | Koninklijke Eijsbouts, Asten              | 1.490         | 1.756        | h0 +1              |
| 2   | Große Anna  | 1520     | Jan II. van Trier                         | 1.315         | ≈1.450       | dis1 +6            |
| 3   |             | 1335     | Magister Sifride                          | 1.093         | ≈850         | fis1 +7            |
| 4   | Martinus    | 2005     | Koninklijke Eijsbouts, Asten              | 977           | 593          | gis1 +6            |
| 5   | Aveglocke   | 1409     | onbekend                                  | 922           | ≈540         | ais1 +5            |
| 6   | Katharina   | 1520     | Jan II. van Trier                         | 819           | ≈380         | h1 +10             |
| 7   | Genoveva    | 1520     | Jan II. van Trier                         | 660           | ≈175         | d2 +8              |
| 8   | Kleine Anna | 1513     | Johann von Alfter, Keulen (toegeschreven) | 452           | ≈55          | a2 +4              |